# Civiliste
Un civiliste est un juriste spécialisé dans l'étude ou la pratique du droit civil de l'un ou l'autre des droits de tradition civiliste. En particulier, il se dit d'un théoricien du droit civil ou d'un rédacteur d'un Code civil. 
En tant que catégorie de juriste, le civiliste peut être opposé au criminaliste du droit pénal, au publiciste du droit public, à l'internationaliste du droit international et au common lawyer de la common law. 
Bien que les civilistes sont des juristes privatistes, plusieurs privatistes ne sont pas strictement civilistes, puisque le droit privé englobe aussi le droit des affaires, le droit international privé et le droit économique.

## Civilistes renommés
- Jean-Louis Baudouin, professeur et juge de la Cour d'appel du Québec
- Félix Julien Jean Bigot de Préameneu, l'un des rédacteurs du Code civil français
- René-Édouard Caron, l'un des rédacteurs du Code civil du Bas-Canada
- Jacques de Maleville, l'un des rédacteurs du Code civil français
- Henri Mazeaud, professeur de droit civil
- Pierre-Basile Mignault, théoricien du droit civil québécois et juge de la Cour suprême du Canada
- Jean Pineau, l'un des rédacteurs du Code civil du Québec
- Jean-Étienne-Marie Portalis, l'un des rédacteurs du Code civil français
- François Denis Tronchet, l'un des rédacteurs du Code civil français